# گیاپ توان دونگ
گیاپ توان دونگ (انگلیسی: Giáp Tuấn Dương؛ زادهٔ ۷ سپتامبر ۲۰۰۲) بازیکن فوتبال اهل ویتنام است.
وی همچنین در تیم‌های ملی فوتبال زیر ۲۳ سال ویتنام، و ویتنام بازی کرده‌است.